# Alexander Joel
Alexander Joel (geboren 5. August 1971 in London) ist ein britischer Dirigent.

## Leben und Wirken
Charles Alexander Joel stammt aus der zweiten Ehe seines Vaters Helmut Joel mit der Engländerin Audrey Garrick. Er ist Enkel von Karl Amson Joel und Halbbruder des US-amerikanischen Singer-Songwriters Billy Joel.
Joel wuchs in Wien auf, wo er am Konservatorium der Stadt Wien Dirigieren, Klavier und Komposition studierte. Er war Preisträger beim Capuana-Wettbewerb in Spoleto und besuchte Meisterklassen in Tanglewood. Im Alter von 24 Jahren gab er sein Debüt am Opernhaus Nürnberg, worauf er als Kapellmeister am Stadttheater Baden, dem Stadttheater Klagenfurt und schließlich an der Wiener Volksoper engagiert wurde.
Von 2001 bis 2007 war er Erster Kapellmeister der Deutschen Oper am Rhein in Düsseldorf/Duisburg und leitete dort insgesamt 35 verschiedene Werke.
Mit Beginn der Saison 2007/08 übernahm Joel die Position des Generalmusikdirektors des Staatstheaters Braunschweig und Chefdirigent des Staatsorchesters Braunschweig, die er bis 2014 innehatte.
Seit der Spielzeit 2016/17 ist Alexander Joel Erster Gastdirigent der Vlaamse Opera in Antwerpen und Gent. Im Oktober 2016 übernahm er die musikalische Leitung in Andrea Breths Neuproduktion der Puccini Oper Manon Lescaut mit Eva-Maria Westbroek in der Titelpartie.
Joel dirigiert regelmäßig an Internationalen Bühnen und Konzertsälen, so unter anderem dem Royal Opera House Covent Garden in London, der Bayerischen Staatsoper München, der Dresdner Semperoper, der Deutschen Oper Berlin, der Hamburgischen Staatsoper, dem Opernhaus Zürich, dem Grand Théâtre de Genève, dem Théâtre des Champs-Élysées in Paris, der Wiener Volksoper, De Nationale Opera in Amsterdam, der Königlichen Oper Stockholm, der Königlichen Oper Kopenhagen, dem Teatro Reggio in Parma, der Finnischen Nationaloper oder dem Teatro Municipal in Santiago de Chile.
2016 gab er an der Boston Lyric Opera sein US-Debüt. Zudem war er erster Gastdirigent der Vlaamse Opera.
Als Konzertdirigent trat er unter anderem mit dem MDR-Sinfonieorchester, dem Deutschen Symphonie-Orchester Berlin, mit dem Radio-Symphonieorchester Wien, dem Dänischen Radio-Sinfonieorchester, der Staatskapelle Dresden, sowie dem Orchèstre de la Suisse Romande auf.
In der Spielzeit 2016/17 war Joel für die musikalische Leitung von Wagners Ring des Nibelungen am Hessischen Staatstheater Wiesbaden verantwortlich; Regie führte Uwe Eric Laufenberg. Bei den Internationalen Maifestspielen im April/Mai 2017 wurden zwei Gesamtzyklen des Rings aufgeführt.